# Ha nascut una estrella (pel·lícula de 1976)
Ha nascut una estrella - A Star is Born en la versió original - és una pel·lícula dels Estats Units, tercera adaptació d'aquesta famosa història d'amor entre una estrella en ascens i una altra vinguda a menys, dirigida per Frank Pierson, el 1976. Ha estat doblada al català. Aquesta pel·lícula és el tercer remake de la famosa A Star is Born de 1937, dirigida per William A. Wellman inspirada en la vida de John Barrymore, l'avi de l'actriu Drew Barrymore, a qui l'alcohol va arruïnar la carrera. Pel paper de John Norman Howard, Barbra Streisand volia en un principi Elvis Presley. Aquest últim no podia acceptar la pel·lícula a causa del seu mànager, el Coronel Parker, en l'època de preparació de la pel·lícula; llavors es va triar Kris Kristofferson.

## Repartiment
- Barbra Streisand: Esther Hoffman
- Kris Kristofferson: John Norman Howard
- Gary Busey: Bobbie Ritchie
- Oliver Clark: Gary Danziger
- Marta Heflin: Quentin
- Bill Graham: ell mateix
- Rita Coolidge: ella mateixa
- Tony Orlando: ell mateix

## Guardons[calcitació]
Premis
- Oscar a la millor cançó original per Barbra Streisand (música), Paul Williams (lletra) per la canço "Evergreen (Love Theme from A Star Is Born)"
- Globus d'Or a la millor pel·lícula musical o còmica
- Globus d'Or al millor actor musical o còmic per Kris Kristofferson
- Globus d'Or a la millor actriu musical o còmica per Barbra Streisand
- Globus d'Or a la millor banda sonora per Paul Williams, Kenny Ascher
- Globus d'Or a la millor cançó original per Barbra Streisand (música), Paul Williams (lletra) per la canço "Evergreen (Love Theme from A Star Is Born)"

Nominacions
- Oscar a la millor fotografia per Robert Surtees
- Oscar al millor so per Robert Knudson, Dan Wallin, Robert Glass, Tom Overton
- Oscar a la millor banda sonora per Roger Kellaway

## Banda sonora original[calcitació]
La banda original de la pel·lícula va ser un èxit: va aconseguir el número u en el Billboard 200 Chart durant cinc setmanes i va vendre més de quatre milions de còpies per tot el món.
1. Watch Closely Now - 3:49
2. Queen Bee - 3:55
3. Everything - 3:50
4. Lost Inside of You - 2:54
5. Hellacious Acres - 2:58
6. Evergreen - 3:04
7. The Woman in the Moon - 4:49
8. I Believe in Love - 3:13
9. Crippled Crow - 3:30
10. Finale: With One More Look at You/Watch Closely Now - 7:43
11. Evergreen - 1:46 - Reprise (Love Theme from A Star Is Born)
12. Evergreen - 3:05 - (Love theme from A Star Is Born) - (Spanish version) - (Import version)